# Jiří Moskal
Jiří Moskal (* 3. května 1948, Jablonec nad Nisou) je český bývalý rallyový jezdec na Rallye Dakar v kamionech. Je jedním z prvních účastníků Dakaru z Československa, respektive České republiky. Po celou kariéru reprezentoval značku LIAZ.

## Kariéra
Účastnil se závodů do vrchu, na okruzích a krátce též klasických rallye. Na konci 70. let se začal účastnit Poháru míru a přátelství ve Formuli Easter. V roce 1978 skončil sedmý v celkové klasifikaci, o rok později byl třetí a v roce 1980 dojel na druhém místě. V roce 1981 vyhrál dva závody a v rámci poháru vyhrál mistrovství, stal se také československým šampionem. V letech 1982–1983 byl třetí v PMaP a sedmý v sezóně 1986. V roce 1987 skončil třetí v Rallye Paříž–Dakar v klasifikaci kamionů, o rok později byl druhý.

### Výsledky na Dakaru
| Rok  | Třída   | Vůz  | Umístění | Vyhrané RZ |
| ---- | ------- | ---- | -------- | ---------- |
| 1985 | Kamiony | LIAZ | 13.      | —          |
| 1986 | Kamiony | LIAZ | DNF      | —          |
| 1987 | Kamiony | LIAZ | 3.       | —          |
| 1988 | Kamiony | LIAZ | 2.       | —          |